# Litteraturåret 1910

## Händelser
- 3 mars – den avantgardistiska tidskriften Der Sturm startas av Herwarth Walden i Berlin.
- okänt datum – Walter Hasenclever debuterar med diktsamlingen Städte, Nächte und Menschen. Erlebnisse.

## Priser och utmärkelser
- Nobelpriset – Paul Heyse, Tyskland[1]
- Letterstedtska priset för översättningar – Michaël K. Löwegren för översättningen av De hippokratiska skrifterna (första delen)

## Nya böcker

### A – G
- Affären Costa Negra av Gustaf Janson
- Amourer, novellsamling av Hjalmar Bergman
- Böcker och vandringar av Vilhelm Ekelund
- The Broad Highway av Jeffery Farnol[2]
- Efterskörd av Gustaf Fröding
- Fantomen på Operan av Gaston Leroux

### H – N
- Hans nåds testamente av Hjalmar Bergman
- Herrar av Ludvig Nordström
- Havet av K.G. Ossiannilsson
- Kuskar. En berättelse av Gustaf Hellström
- Lysmasklågor av Walter Hülphers
- Människor och landskap av Anders Österling
- Norrlandshumör av Alfhild Agrell

### O – U
- Pennskaftet av Elin Wägner
- Rustgården av Ola Hansson
- Sagor om hjärtat, av Gustaf Ullman
- Tomtebobarnen av Elsa Beskow[3]
- Ur en fallen skog av Gustav Hedenvind-Eriksson[4]

### V – Ö
- Vallonsmide av Walter Hülphers

## Födda
- 23 januari – Stig Ahlgren, svensk författare.
- 5 mars – Ennio Flaiano, italiensk författare, manusförfattare och journalist.
- 11 april – Karl Vennberg, svensk författare och översättare.
- 25 april – Thorsten Jonsson, svensk författare och översättare.
- 24 maj – Olof Hoffsten, svensk författare och översättare.
- 30 maj – Harry Bernstein, amerikansk författare.
- 8 juni – María Luisa Bombal, chilensk författare
- 23 juni – Jean Anouilh, fransk författare.
- 1 augusti – Erik Lönnroth, svensk historiker, ledamot av Svenska Akademien 1962–2002.
- 9 augusti – Robert van Gulik, holländsk deckarförfattare, doktor i sinologi och diplomat.
- 22 augusti – Hans Lidman, svensk författare och fotograf.
- 11 september – Manuel Mujica Láinez, argentinsk romanförfattare och essäist.
- 22 november – Helge Åkerhielm, svensk författare och översättare.
- 4 december – Olle Strandberg, svensk journalist, författare och litteraturvetare.
- 19 december
  - Jean Genet, fransk författare.
  - José Lezama Lima, kubansk författare.
- 27 december – Charles Olson, amerikansk poet.
- 30 december – Paul Bowles, amerikansk författare och kompositör.

## Avlidna
- 26 april – Bjørnstjerne Bjørnson, 77, norsk författare, nobelpristagare 1903.
- 20 november – Lev Tolstoj, 82, rysk författare.

### Fotnoter
1. ↑  ”Nobelpriset i litteratur”. https://www.nobelprize.org/prizes/lists/all-nobel-prizes-in-literature/. Läst 20 mars 2011.
2. ↑  Leavis, Q. D. (1965). Fiction and the Reading Public (rev.). London: Chatto & Windus
3. ↑  ”Elsa Beskows boktitlar”. Arkiverad från originalet den 14 december 2012. https://web.archive.org/web/20121214172009/http://kampanj.bonniercarlsen.se/beskow/titlar1.htm. Läst 12 april 2011.
4. ↑  Sverige 1900-talet – Arbetets ansikten i litteraturen, NE, Bra Böcker, 2000